# Medina (pokrajina)
Medina (arapski:المدينة المنورة  Al-Madīnah al-Munawarah) je jedna od 13 provincija u Saudijskoj Arabiji.

## Stanovništvo
U provincija živi 1.512.724 stanovnika, dok je prosječna gustoća stanovništa 9,95 stan./km2.
| Distrikt       | Stanovnika |
| Al-Madinah     | 995.619    |
| Al Hunakiyah   | 52.549     |
| Mahd Al Thahab | 53.687     |
| Al 'Ula        | 57.495     |
| Badr           | 58.088     |
| Khaybar        | 45.489     |
| Yanbu Al Bahar | 249.797    |

## Zemljopis
Provincija se nalazi na zapadu zemlje prostire se na 151.99 km², na zapadu je obala Crvenog mora. Središte provincije je grad Medina.

## Governatori
- Muhammad bin Abdulaziz (1924. – 1965.)
- Abdul Muhsin bin Abdulaziz (1965-1985)
- Abdul Majeed bin Abdulaziz (1986. – 1999.)
- Muqrin bin Abdulaziz (1999. – 2005.)
- Abdul Aziz bin Majid (2005.-)[1]

## Vanjske poveznice
- Službena stranica  Arhivirana inačica izvorne stranice od 8. lipnja 2007. (Wayback Machine)